# Бектеж
Бектеж је насељено место у саставу града Кутјева, у западној Славонији, Република Хрватска.

## Историја
До нове територијалне организације налазило се у саставу бивше велике општине Славонска Пожега.

## Становништво
На попису становништва 2011. године, Бектеж је имао 388 становника.

## Попис1991.
На попису становништва 1991. године, насељено место Бектеж је имало 468 становника, следећег националног састава:
| Попис 1991.‍  | Попис 1991.‍  | Попис 1991.‍ | Попис 1991.‍ | Попис 1991.‍ |
| ------------ | ------------ | ----------- | ----------- | ----------- |
|              |              |             |             |             |
| Хрвати       | Хрвати       |             | 456         | 97,43%      |
| Срби         | Срби         |             | 7           | 1,49%       |
| Словаци      | Словаци      |             | 1           | 0,21%       |
| неопредељени | неопредељени |             | 4           | 0,85%       |
| укупно: 468  |              |             |             |             |